# 双河彝族乡
双河彝族乡是中华人民共和国云南省昆明市晋宁区下辖的一个民族乡。

## 行政区划
双河彝族乡下辖以下村级行政区划单位：
双河村、田坝村、荒川村、干河村、老江河村和核桃园村。

## 中国传统村落
2013年8月，田坝村被评为第二批中国传统村落。